# Даймънд Бар (Калифорния)
Даймънд Бар (на английски: Diamond Bar) е град в окръг Лос Анджелис в щата Калифорния, САЩ. Даймънд Бар е с обща площ от 38,23 км². Даймънд Бар получава статут на град на 18 април 1989 г.

## Население
Население по години:
- 1970 – 10 576
- 1980 – 28 045
- 1990 – 53 672
- 2000 – 56 287
- 2020 – 55 072

## Личности
- Снуп Дог, рапър
- Стефани Хуанг, певица